# Тирупур
Тирупур (там. திருப்பூர்) је град у Индији у држави Тамил Наду. Према незваничним резултатима пописа 2011. у граду је живело 444.543 становника.

## Становништво
Према незваничним резултатима пописа, у граду је 2011. живело 444.543 становника.
| 1991.   | 2001.   | 2011.   |
| ------- | ------- | ------- |
| 235.661 | 344.543 | 444.543 |